# زادروز (ترانه کیتی پری)
«زادروز» تک‌آهنگی از کیتی پری است که در سال ۲۰۱۴ میلادی منتشر شد. این تک‌آهنگ در آلبوم منشور قرار داشت.

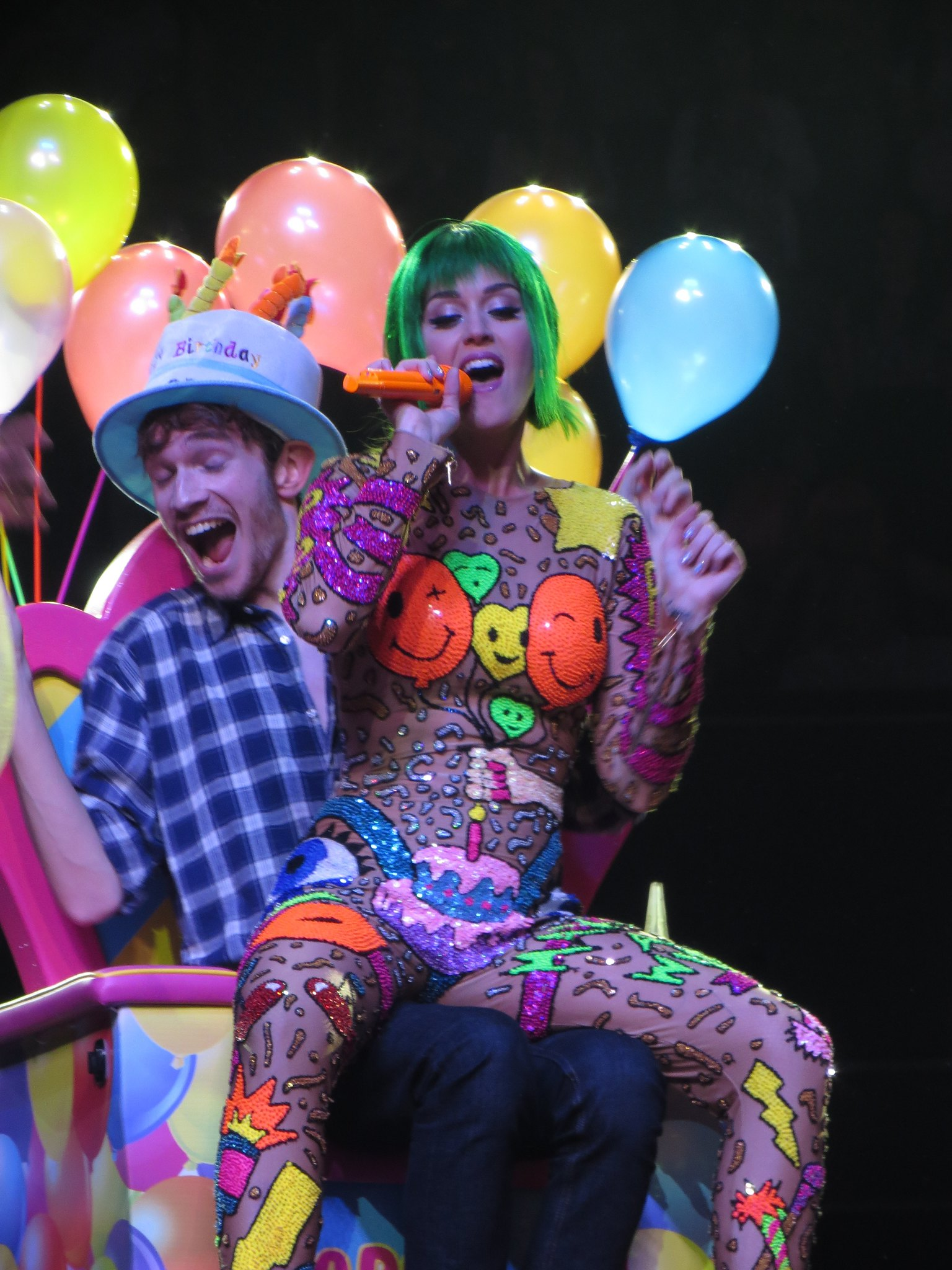
پری در حال اجرای تولد در گلاسگو